# فاطمة الركراكي
فاطمة الركراكي (15 فبراير 1941 - 2 أغسطس 2021)، هي ممثلة مغربية. تُعدُّ من أوائل المُمثلات المغربيات في ميدان السينما والمسرح، حيث بدأت مسيرتها الفنية في مُنتصف الخمسينات، أما على مستوى السينما فقد لعبت أول أدوارها من خلال فيلم شمس الربيع مع حميدو بنمسعود، وبعدها توالت الأدوار ليُصبح في رصيدها العديد من الأعمال التلفزيونية والسينيمائية وكذا المسرحية.

## أعمالها[3]

### من الأفلام
- 1960: من أجل لقمة عيش (فيلم قصير)
- 1963: شهر عسل بالمغرب (فيلم قصير)
- 1969: شمس الربيع
- 1979: السراب
- 1979: أنا الفنان
- 1982: ما وراء الباب
- 1986: غراميات
- 1989: كريستيان
- 1993: يا ريت
- 1995: المقاوم المجهول
- 1995: آخر طلقة
- 2001: أمواج البر
- 2002: محاكمة امرأة
- 2006: للأزواج فقط
- 2008: وداعا أمهات
- 2015: جوق العميين
- 2016: يوم العيد (فيلم قصير)
- 2017: إيما

### من المسلسلات
- 1996: من دار لدار، ضيفة الحلقات
- 1998: الساس
- 2001: المهاجرة
- 2004: لخوتات، ضيفة شرف
- 2008: أرض الضوء

### المسرحيات
- 1992: "عندي عندك"
- 1956: "عمايل جحا"
- "أهل الكهف"

## وفاتها
تٌوفيت فاطمة الركراكي في 2 أغسطس 2021، عن عمر ناهز 80 عامًا.

## وصلات خارجية
- فاطمة الركراكي على موقع IMDb (الإنجليزية)
- فاطمة الركراكي على موقع قاعدة بيانات الأفلام العربية
- فاطمة الركراكي على موقع قاعدة بيانات الفيلم (الإنجليزية)